# 北落师门
北落師門（Fomalhaut），也稱為 南魚座α（α Piscis Austrini，縮寫為α PsA），是南魚座中最明亮的恆星，也是夜空中最明亮的恆星之一。根據依巴谷卫星的觀測結果，北落師門屬於A型主序星，距離太陽約25光年（7.7秒差距） 。自1943年起，此恆星的光譜一直被用作其它恆星分類的基準。北落師門和織女星類似，會發出過量的紅外線輻射，表明該星被星周盤環繞著。北落師門、K型主序星南魚座TW（北落師門 B）和M型紅矮星LP 876-10（北落師門 C）共同組成三合星系統，伴星彼此之間相距約8度。。
北落師門在系外行星的研究中具有特殊意義：北落師門是第一個以可見光譜成像得出可能有系外行星（稱為北落師門 b，後稱“大袞”）的恆星系統。現有數據和新數據的分析表明大袞其實不是行星，而是由一次碰撞導致的塵埃盤，其影像於2008年11月在《科學期刊》上發表。北落師門是已知具有行星系統的第三亮星（從地球觀測），僅次於太陽和北河三。

## 命名
北落師門（α Piscis Austrini）在拜耳命名法的拉丁名稱是 Alpha Piscis Austrini；它在佛氏命名法的名稱是南魚座24。在托勒密的古典天文學時期，南魚座是寶瓶座的一部分。在1600年代，約翰·拜耳將它分割出來成為南魚座。約翰·佛蘭斯蒂德依據托勒密的星座，在1725年另外命名它為寶瓶座79。目前的名稱反映了現在的共識，依據拜耳決定的版本，將這顆星歸屬於南魚座。 根據多星系統的命名規則，北落師門、南魚座TW、LP 876-10這三顆星分別被命名為北落師門A、B、和C 。在此處發現的行星被命名為北落師門b。
這顆恆星的傳統名稱源自Fom al-Haut，是來自科學的阿拉伯文 ‎ ，意思是 "南方之魚的嘴"（照字義是鯨魚的嘴："mouth of the whale"，出自托勒密翻譯的標籤上）。在2016年，國際天文學聯合會的IAU恆星名稱工作組（WGSN）為恆星的固有名稱標準化並建立目錄。WGSN的第一份公告在2016年7月發布，表中包括前兩批核定的名稱，其中就有北落師門的名稱： Fomalhaut。
在2014年7月，國際天文學聯合會（IAU）發動為一些系外行星命名的程序，這些程序包括公開提名和投票選出新名稱。 在2015年12月，IAU宣布北落師門b的新名稱是大袞（Dagon）。
獲勝的名稱是由美國明尼蘇達州聖雲市的Todd Vaccaro提出（St. Cloud State University Planetarium（页面存档备份，存于）），經由IAU審議參與投票。大袞是閃米特人的神，造型是半人半魚。

## 北落師門A

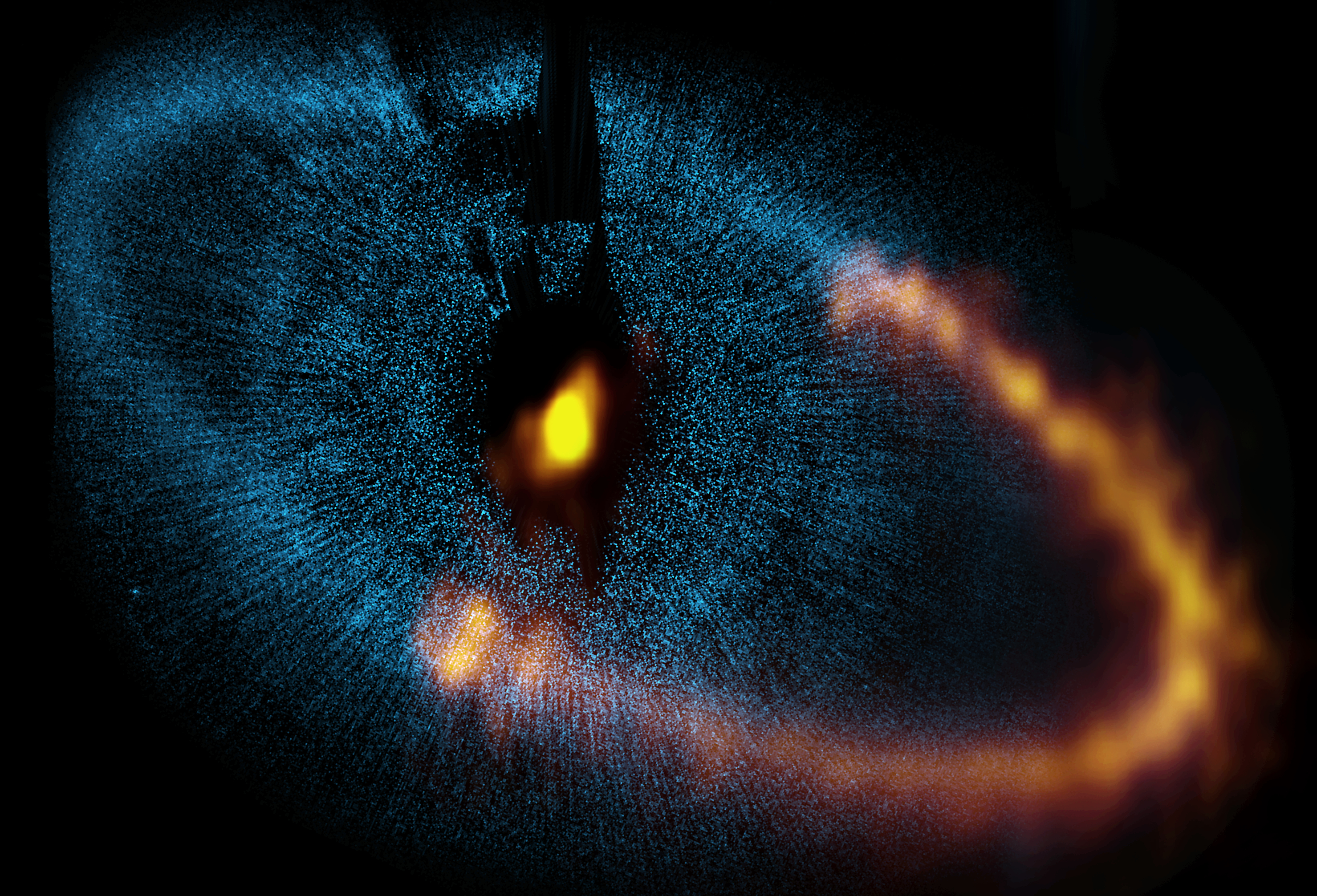
阿塔卡瑪大型毫米及次毫米波陣列（ALMA）拍攝的北落師門與周遭的塵埃環。

北落師門位於天球赤道南方，赤緯−29.6°，因此最佳的觀測場所在南半球。然而，它不像十字架二、南門二和老人星那麼偏南，這意味著在北半球的大部分場所還是可以看見北落師門。它的緯度比天狼星還要更南，接近心宿二的緯度。在40°N，北落師門出現在地平線上的時間可以達到8小時，高度也可以到達20°；在幾乎相同時間升起的御夫座五車二，則可以出現在地平線上長達20小時。在英格蘭，這顆星因為非常靠近地平面，視亮度從未超過2.2等；在阿拉斯加南部或斯堪的納維亞則從來不會升到地平線之上。事實上，在北半球可見的飛馬座四邊形的西側（面向南方的右手邊）就指向北落師門。將室宿一（飛馬座α）與室宿二（飛馬座β）的連線，向南方延伸約45˚ ，就可以看見北落師門，而且中間完全沒有亮星。

### 性質
北落師門是一顆年輕的恆星，多年來認為他的年齡在1至3億歲之間，潛在的壽命是10億年。在2012年的研究指出它的年齡應該已有440±40 百萬年；表面的溫度約為8,590 K（8,320 °C）。北落師門的質量大約是太陽的1.92倍，亮度則是16.6倍，甚至更高，直徑約為太陽的1.84倍。
與太陽比較，北落師門是貧金屬星，這意味著除了氫和氦之外，其它的元素的百分比都較低。金屬量通常是通過對光球中鐵的相對於氫的豐度來決定。1997年，光譜學的研究測量的值相當於太陽豐度的93% 。1997年對被認為是其物理伴星，鄰近的南魚座TW的研究，假設應有相同的金屬量，但推斷出的值是78%。在2004年，北落師門的恆星演化模型給出的金屬量是79%。最後，在2008年，光譜測量的值明顯的降低，只有46%。
北落師門被宣稱是屬於北河二移動星群的16顆恆星之一。這是一個恆星的集團，它們在空間中有著相同的運動，並被宣告有物理上的關聯性。這個星群的其它成員包括北河二和織女星。估計這個移動星群的年齡為200±100 百萬年，並源自同一位置。最近的研究發現，所謂北河二移動星群的成員不僅有很大的年齡範圍，而且運動的速度也大不相同，可能是在遙遠的過去曾經有關聯性。因此，這個動力學群組的"成員" 與北落師門在年齡上是無關的。

### 塵埃盤和行星

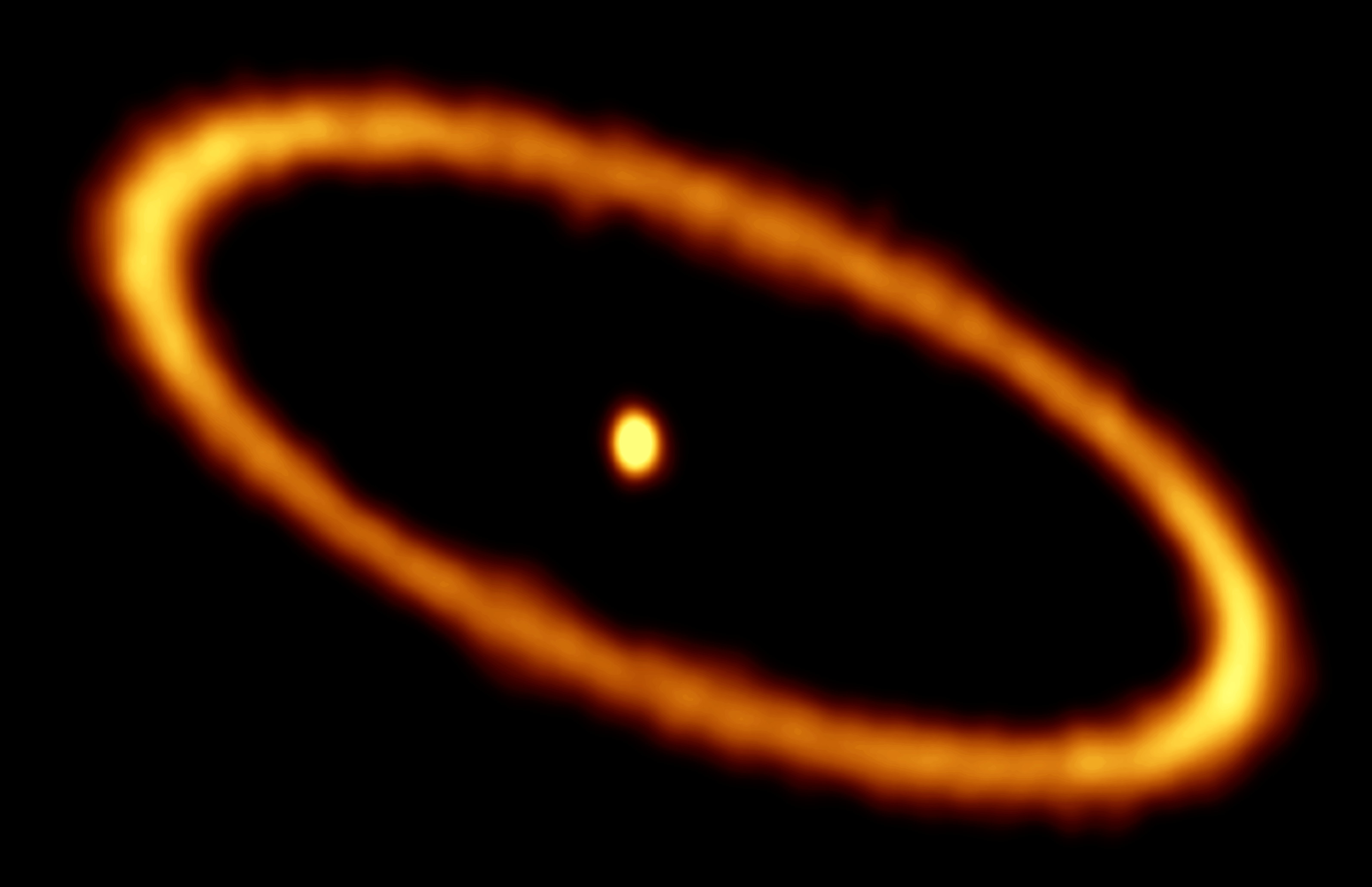
阿塔卡瑪大型毫米及次毫米波陣列（ALMA）拍攝的北落師門塵埃環。

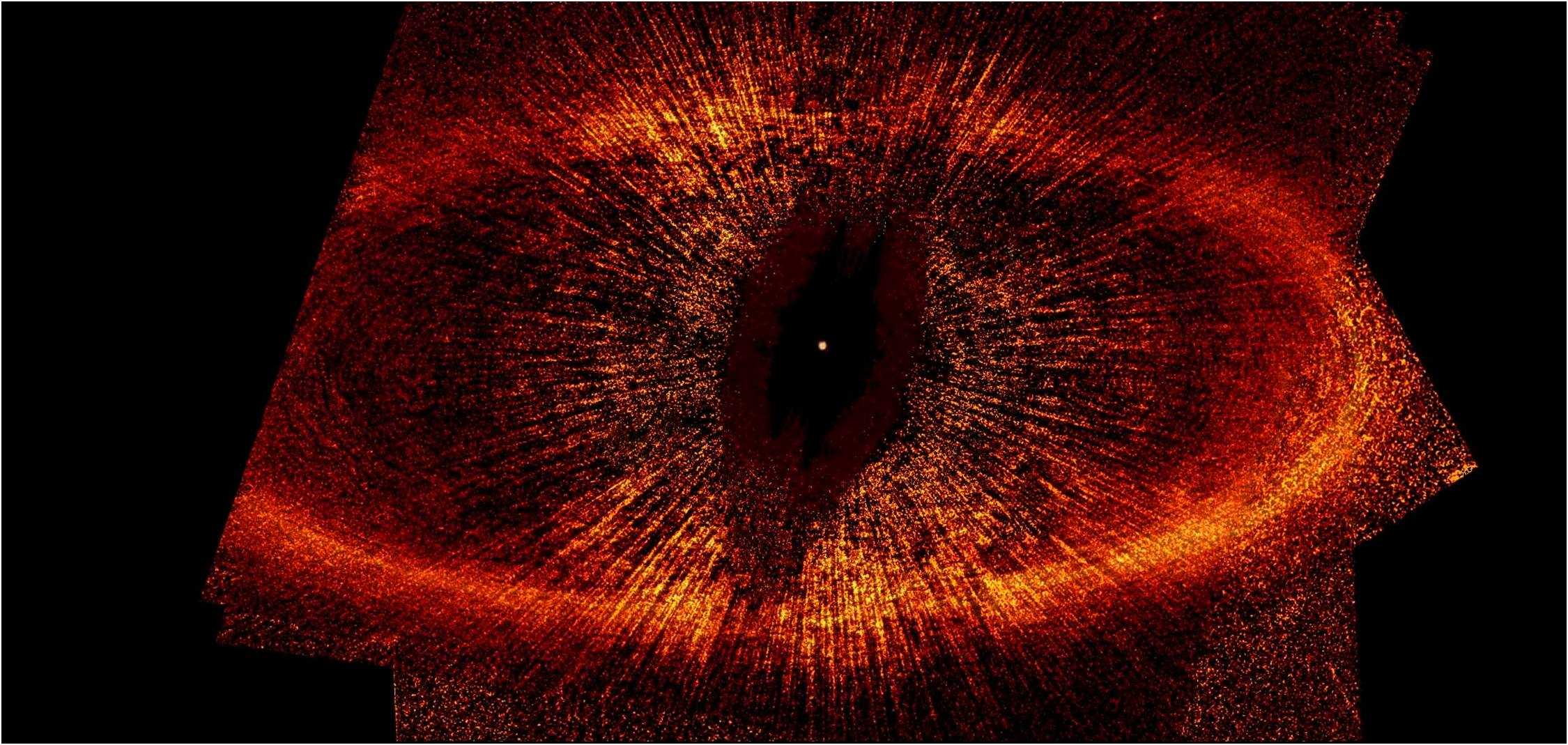
圍繞著恆星的塵埃環。

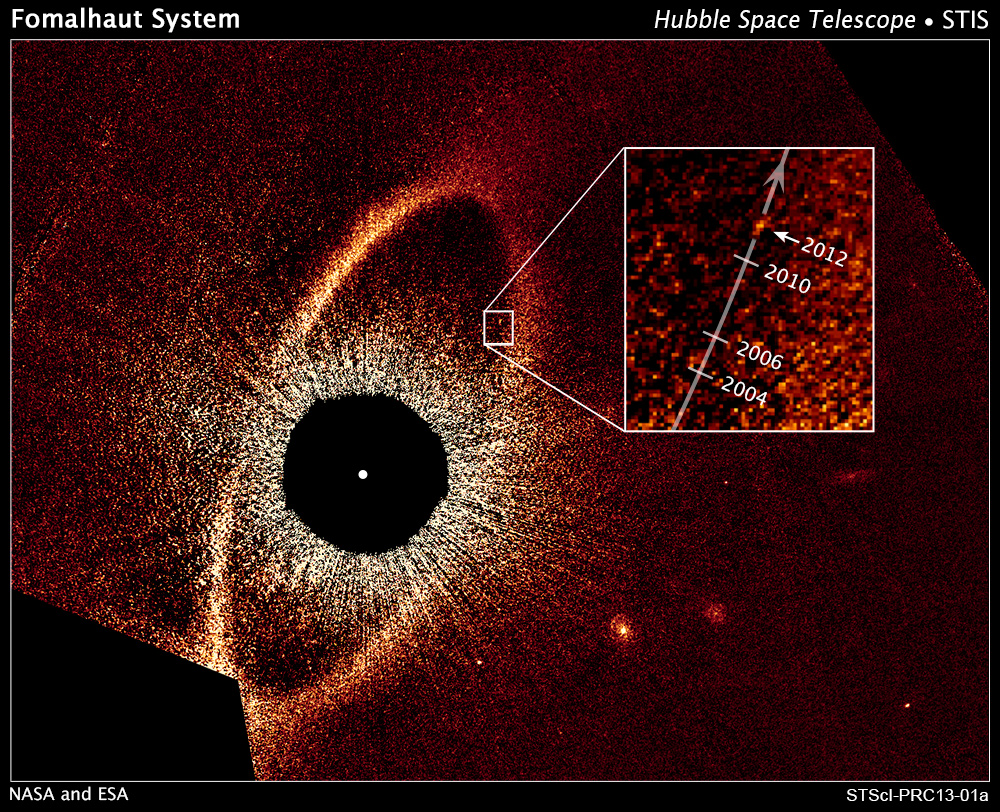
圍繞著北落師門的塵埃環顯示出行星的位置 －影像來自
哈伯太空望遠鏡的日冕儀。
（2013年1月8日，NASA）。
北落師門被好幾道塵埃環環繞著。

北落师门的尘埃盘分为数层。內層离恒星0.1天文单位，由高碳小顆粒（直径10-300nm）构成。其次是顆粒較大的圓盤，內緣與恆星相距0.4-1天文單位。最內部的盤目前還未能解釋。
最外層的盤位於133 AU（1.99×1010 km；1.24×1010 mi）環面有著非常陡急的內緣，全部從邊緣傾斜24度，塵埃帶分布的寬度大約25天文單位。盤面的幾何中心與北落師門偏移大約15 AU（2.2×109 km；1.4×109 mi）。盤面有時被稱為"北落師門的古柏帶 "。北落師門的塵埃盤被認為是原行星盤，並且放出相當大的紅外線輻射。測量北落師門的旋轉顯示，這個盤面如同恆星和行星形成的理論所預測，位於恆星的赤道平面。
在2008年11月13日，天文學家宣布發現了一顆被認為是太陽系外行星的天體，其軌道在外層的塵埃環內。這是第一顆由哈伯太空望遠鏡在可見光的觀測下捕捉到的太陽系外天體。從這個盤面有著陡急的內緣，早就懷疑有一顆行星存在這個橢圓形盤面的內側邊緣。這顆行星（北落師門b）的質量估計不會超過木星質量的三倍，而至少是海王星的質量。有跡象顯示，行星的軌道的拱點未與塵埃盤對齊，這可能有額外的行星影響到塵埃盤的結構。
然而，多鏡面望遠鏡（MMT Observatory）使用M-波段拍攝的影像，強烈的顯示氣態巨行星存在的極限在40天文單位處，同時史匹哲太空望遠鏡的影響顯示北落師門b更可能只是塵埃雲。在2012年，兩個獨立的研究證實，北落師門b確實存在，但它被塵埃所籠罩，所以它可能是一個受到引力約束的碎石推積物，而不是顆完整成形的行星。
赫歇爾太空望遠鏡的北落師門影像顯示，在外側的塵埃帶中存在著大量蓬鬆的微米尺度大小的塵埃顆粒。由於這樣的顆粒會因為受到恆星輻射壓力，在短時間尺度下就會從系統中被驅離，所以這表明有星子不斷的碰撞恆定的補充這些塵埃粒子。顆粒的蓬鬆形態顯示起源於彗星，估計碰撞的程度相當於每天2000公里大小的彗星。
阿塔卡瑪大型毫米及次毫米波陣列對這顆恆星的觀測指出，系統中有兩顆行星存在，但它門的軌道半徑沒有一顆是與哈伯太空望遠鏡發現的北落師門b有關。
如果有額外的行星存在於4-10天文單位之間，它們的質量必然在20 MJ以內；如果在2.5天文單位，則是30 MJ。
| 成員 (依恆星距離) | 质量                         | 半長軸 (AU)                  | 轨道周期 (天)                | 離心率                       | 傾角   | 半径 |
| ----------------- | ---------------------------- | ---------------------------- | ---------------------------- | ---------------------------- | ------ | ---- |
| 內側熱盤          | 0.08 — 0.11 AU               | 0.08 — 0.11 AU               | 0.08 — 0.11 AU               | 0.08 — 0.11 AU               | —      | —    |
| 外側熱盤          | 0.21–0.62 AU 或 0.88–1.08 AU | 0.21–0.62 AU 或 0.88–1.08 AU | 0.21–0.62 AU 或 0.88–1.08 AU | 0.21–0.62 AU 或 0.88–1.08 AU | —      | —    |
| 10 AU 帶          | 8 — 12 AU                    | 8 — 12 AU                    | 8 — 12 AU                    | 8 — 12 AU                    | —      | —    |
| 中間塵埃帶        | 35 — 133 AU                  | 35 — 133 AU                  | 35 — 133 AU                  | 35 — 133 AU                  | —      | —    |
| b （大袞）        | ? MJ                         | 177±68                       | ~1700                        | 0.8±0.1                      | −55°   | —    |
| 主帶              | 133 — 158 AU                 | 133 — 158 AU                 | 133 — 158 AU                 | 133 — 158 AU                 | −66.1° | —    |
| 主帶外暈          | 158 — 209 AU                 | 158 — 209 AU                 | 158 — 209 AU                 | 158 — 209 AU                 | —      | —    |

## 北落師門B（南魚座TW）
又稱為南魚座TW，與北落師門與相距0.28秒差距（0.91光年），屬K4型主序星，因空間速度與北落師門一致（0.1±0.5 km/s），被認為是綁定在一起的夥伴。最近對南魚座TW的研究，估計年齡為4.0±0.7 亿年，與北落師門修正後的年齡（4.5±0.4 亿年）非常吻合，進一步的認為這是一對物理聯星。
南魚座TW的名稱是天文學為變星命名的名稱。北落師門B是一顆屬於天龍座BY型變星的閃焰星，它變光的範圍在視星等6.44至6.49之間，週期超過10.3天。雖然它比太陽小，但是一顆相對較大的閃焰星。多數的閃焰星是M型星。

## 北落師門C（LP 876-10）
LP 876-10也與北落師門系統相關聯，使其成為三合星。在2013年10月， Eric Mamajek和共同合作者近星研究會宣布，先前已知的高自行星LP 876-10，其距離、速度和色-光位置都與北落師門系統的另一成員一致 LP 876-10最初在1979年被編目在魯坦（Willem Jacob Luyten）的高自行天體目錄自行星表（NLTT）中；然而，最近才做了精確的三角視差和徑向速度的測量。LP 876-10是一顆紅矮星，恆星光譜為M4V，與北落師門A的距離比南魚座TW更遠 －在天球上與北落師門A的距離大約5.7°，並且位於相鄰的寶瓶座，而北落師門A和南魚座TW都位在南魚座。它目前與北落師門A的距離約為0.77秒差距（2.5光年），與南魚座TW（北落師門B）的距離約為0.987秒差距（3.22光年）。 LP 876-10位在北落師門系統的潮汐半徑， 1.9秒差距（6.2光年）的距離內。雖然LP 876-10本身已經被編入華盛頓雙星目錄（稱為"WSI 138"），但在Mamajek等研究的影像、光譜或天文資料中，都沒有接近的恆星伴侶跡象。在2013年12月，甘迺迪等人報告使用來自赫歇爾太空望遠鏡的紅外線影像，發現北落師門C有冰冷的塵埃碎片盤。多星系統擁有多個塵埃盤是極其罕見的。
| 成員 (依恆星距離) | 质量         | 半長軸 (AU)  | 轨道周期 (天) | 離心率       | 傾角 | 半径 |
| ----------------- | ------------ | ------------ | ------------- | ------------ | ---- | ---- |
| 岩屑盤            | ~10 — <40 AU | ~10 — <40 AU | ~10 — <40 AU  | ~10 — <40 AU | —    | —    |

## 詞源與文化意義
在時間的長河中，北落師門有各種各樣被北半球許多文化，包括阿拉伯、波斯和中國認可的名稱。它標示著西元前2500年的冬至點。它也是埃萊夫西納崇拜狄蜜特的標誌。
- 汉语中，北落師門的意思是「軍營的北門」。因為這顆星是自己孤立在軍營北門之外，標示著室宿的一個星官（參見星官）[52]R.H. Allen的作品中拉丁化为“Pi Lo Sze Mun”。[18]。
- 在波斯，它被稱為Hastorang，是4顆王者之星之一[18]。
- 拉丁名字是："南魚的嘴" [18]。
- 在阿拉伯的口語稱為Difda al Auwel‎ ，意思是"第一隻青蛙"（第二隻青蛙是土司空，也就是鯨魚座β）[18]。
- 在澳洲南部的Moporr原住民，它是一個陽剛之人，稱為Buunjill[53]。澳洲北方領土的瓦德曼人（英语：Wardaman people）稱它為Menggen —白鸚鵡[54]。

根據印第安那自然資源部的資料，在印第安那州安德森附近的土墩州立公園，有幾個土墩對準著在秋季這幾個月升起的北落師門位置。在1980年，天文學家傑克·魯賓遜提議，在美國懷俄明州大角國家森林的麥迪幸/麥迪幸山國家史蹟標誌麥迪幸輪，和加拿大薩斯喀徹爾省，都各自標示了北落師門升起的方位。
在彼得·傑克森導演的影片魔戒上演之後，由於北落師門的岩屑環酷似電影中從遠處觀看的眼睛，新科學家雜誌稱它為"偉大的索倫之眼" 。
在沃爾特·特維斯的小說，《Steps of the Sun》，主角拜訪了北落師門，並且發現（和描述）兩顆潛在可居住的行星。在菲利普·狄克的小說《Lies, Inc》（最初名稱為《The Unteleported Man》）這一部分，有虛構的行星北落師門IX。娥蘇拉·勒瑰恩的第一本科幻小說《羅坎諾的世界》也設定在北落師門系統虛構的行星之上。
USS 北落師門 (AK-22)是美國海軍的兩棲貨輪。

## 註解
1. ↑  金屬量的計算：如果m = [Fe/H]，則北落師門的鐵與氫的比值除以太陽的鐵與氫的比值由10m給出。

## 外部連結
- . SolStation.   [November 23, 2005]. （原始内容存档于2012-02-18）.
- Preprint of planet discovery paper（页面存档备份，存于）
- Astrobites summary of Janson et al. 2012, the Spitzer IR non-detection of Fomalhaut b
- Astrobites summary of Boley et al. 2012, the ALMA observations of the Fomalhaut ring system
- "Eye of Sauron" debris ring
- Researchers find that bright nearby double star Fomalhaut is actually a triple（页面存档备份，存于） (Astronomy magazine : October 8, 2013)